# شوالیه‌های افتخار
شوالیه‌های افتخار (به انگلیسی: Knights of Honor) یک بازی رایانه‌ای به سبک راهبرد بی‌درنگ است که توسط بلک سی استودیو در بلغارستان توسعه یافته است.این بازی سه مقطع زمانی در قرون وسطی را به تصویر می‌کشد.بازی با استفاده از یک شورای سلطنتی برای حکومت برمنطقه که توسط بازیکن تشکیل می‌شود اداره می‌گردد. هرکدام از اعضا دارای تخصصی می باشند و امور خاصی را ساماندهی می کنند.جاسوسی یکی از تخصص های موجود در شورای سلطنتی است .بازی شوالیه‌های افتخار توسط شرکت دارینوس در ایران به فارسی برگردان شده است.